# The Peninsula Hong Kong
The Peninsula Hong Kong (香港半島酒店, в переводе на русский — «Полуостров», также известен под прозвищем «Великая дама Дальнего Востока») — старейший отель Гонконга, расположенный в районе Чимсачёй на полуострове Коулун, входит в число десяти лучших отелей мира. Состоит из оригинального шестиэтажного отеля, открытого в 1928 году, и 33-этажной башни, достроенной в 1994 году. Является флагманским отелем сети The Peninsula Hotels, которая входит в состав гостиничной группы Hongkong and Shanghai Hotels, принадлежащей влиятельной еврейской семье Кадури.
Отель The Peninsula Hong Kong известен во всём мире самым большим парком лимузинов Rolls-Royce, а также собственными вертолётом и яхтой.

## История
Отель был задуман членами семьи Кадури как «самая прекрасная гостиница к востоку от Суэца». Оригинальная The Peninsula располагалась непосредственно напротив причалов, принимавших океанские пассажирские лайнеры. Рядом находился Коулунский вокзал — конечная станция ответвления от Транссибирской магистрали, по которой в колонию прибывали богатые путешественники из Европы.
25 декабря 1941 года, в самом конце Битвы за Гонконг, британские колониальные чиновники во главе с губернатором Марком Янгом и командующим британскими силами генерал-майором Кристофером Мэлтби подписали капитуляцию на третьем этаже отеля The Peninsula. Янг в течение двух месяцев был заключен в одном из номеров отеля, пока не был отправлен в Шанхай. Во время японской оккупации Гонконга The Peninsula был превращён в Tōa Hotel, номера которого были зарезервированы за высокопоставленными японскими чиновниками и офицерами.
25 октября 1942 года американский истребитель Curtiss P-40 произвёл воздушную атаку на отель, расстреляв из пулемёта окна верхних этажей. После войны отелю было возвращено историческое название, а семья Кадури возродила былую роскошь The Peninsula.
В 1970 году The Peninsula заказал первые семь автомобилей Rolls-Royce Silver Shadows, которые сразу стали символом богатства возрождённого британского Гонконга и даже появились в эпизоде Бондиады (фильм «Человек с золотым пистолетом» 1974 года). В 2006 году отель заказал 14 Rolls-Royce Phantom, что стало самым большим единовременным заказом в истории автопроизводителя.

## Офисная башня
Офисная башня Peninsula (Peninsula Office Tower) была построена в 1992—1994 годах в стиле модернизма по проекту компании Rocco Design Architects. Она имеет 33 наземных этажа, 5 подземных этажей, 19 лифтов и достигает 117 метров в высоту. В башне расположены офисы, гостиничные номера и торговые помещения, на крыше имеется вертолётная площадка для вип-гостей. Старый отель продолжал работать, пока велось строительство новой башни. Исторический фасад The Peninsula был сохранён, включая лобби отеля и переднюю площадку с фонтаном перед главным входом.
Осенью 2012 года была проведена масштабная реконструкция отеля стоимостью 58 млн долларов: номера оборудовали современными планшетными компьютерами и плазменными панелями, обновили обстановку комнат, включая мебель и аксессуары (люксовые апартаменты пополнились оббивкой из парчи и позолоченными люстрами). Роскошный сюит площадью 377 м², расположенный наверху башни, имеет один из лучших панорамных видов на бухту Виктория. Также башня отеля The Peninsula имеет спа-салон, фитнес-центр и бассейн на восьмом этаже.

## Торговая галерея
В модной аркаде отеля The Peninsula (The Peninsula Arcade), которая опоясывает всё здание, расположены бутики Prada, Versace, Chanel, Louis Vuitton, Hermès, Ralph Lauren, Michael Kors, La Perla, Gieves & Hawkes, Monte Kashmir, S.T. Dupont, часовые и ювелирные магазины Tiffany & Co., Cartier, Bulgari, Piaget, Roger Dubuis, Van Cleef & Arpels, Harry Winston, Franck Muller, Baccarat, Davidoff, Chrome Hearts.

## Питание и напитки
В отеле The Peninsula семь ресторанов и два бара, включая французский ресторан высокой кухни Gaddi's, открывшийся в 1953 году. Другими заведениями являются ресторан современной европейской кухни Felix, дизайн которого разрабатывал Филипп Старк, легендарная The Verandah, открытая в 1950 году и ставшая первым буфетом Гонконга (сегодня предлагает континентальный шведский стол), ресторан кантонской кухни Spring Moon, ресторан японской кухни Imasa, ресторан швейцарской кухни Chesa и The Lobby, где подают международные блюда и блюда Юго-Восточной Азии. Традиционный послеобеденный чай в лобби отеля The Peninsula является негласным символом колониального Гонконга. Кроме того, в лобби The Peninsula была оборудована первая в мире городская стойка регистрации для пассажиров авиакомпаний. Бар отеля The Peninsula славится своими коктейлями и коллекцией редких сортов виски.
- Центральный вход
- Ресторан
- Лобби-холл
- Торговая галерея

## В популярной культуре
Отель The Peninsula не единожды становился местом действия художественных фильмов и романов. Японская оккупация Гонконга изображена в романе Пола Хауса «Гавань» (Harbour). В 1974 году отель был показан в очередном эпизоде Бондиады «Человек с золотым пистолетом». В 1988 году The Peninsula служил натурой в телевизионном мини-сериале NBC «Noble House», а в 1989 году — в телевизионном шоу Би-би-си «Michael Palin: Around the World in 80 Days» с Майклом Пейлином в главной роли.
В 2007 году The Peninsula использовался для съёмок сцены в фильме «Тёмный рыцарь».

## Гостиничная сеть
Отель The Peninsula Hong Kong дал название гостиничной сети The Peninsula Hotels, отели которой расположены в Макати, Бангкоке, Пекине, Шанхае, Токио, Нью-Йорке, Беверли-Хиллс, Чикаго и Париже.